# Isla Paulino
La Isla Paulino conforma el territorio insular oriental del delta del río Santiago. Está limitada hacia el sudeste y sur por el río Santiago y la isla Borsani, hacia el oeste por el canal de acceso al Puerto de La Plata, y hacia el norte y nordeste por las aguas del Río de la Plata. Posee una longitud máxima (oeste-este) de 4350 metros, y un ancho máximo (norte-sur) de 2950 metros.

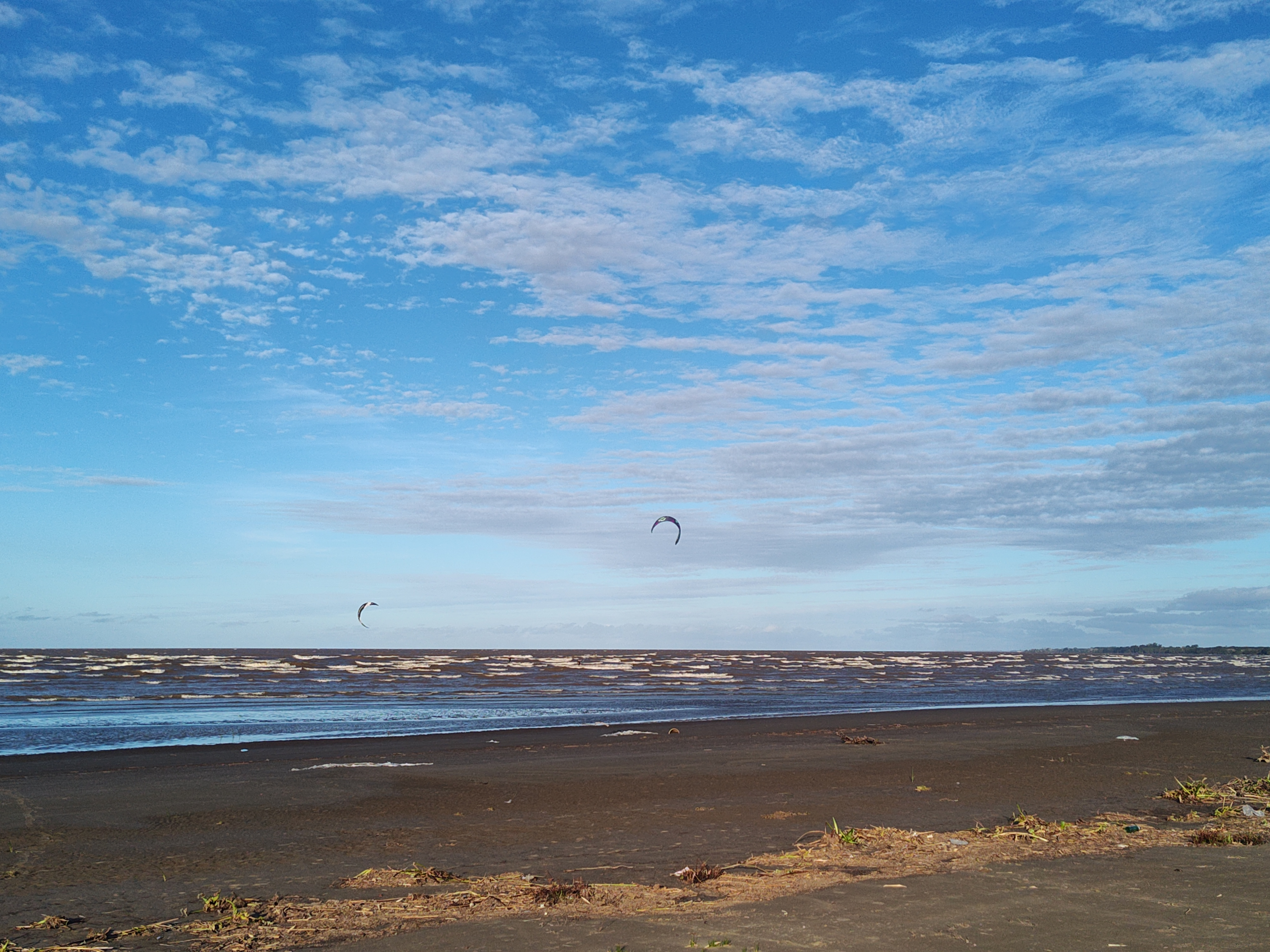
Playa del Río de La Plata en Isla Paulino

Originalmente esta isla era la porción oriental de la isla Santiago, pero al construirse el canal de acceso al Puerto de La Plata, se formó esta isla, la que pasó a llamarse isla Santiago Este, y posteriormente obtuvo su nombre actual en razón del nombre de pila de uno de sus primeros habitantes: el emprendedor turístico Paulino Pagani. Paulino, llego proveniente del norte italiano a la ciudad de Montevideo (Uruguay) con una calesita, con la que recorrería gran parte del litoral uruguayo hasta llegar al barrio de La Boca, posteriormente se mudaría a la actual isla donde construyó un hotel de fin de semana, este se destruyo con una inundación.

## Acceso
Se puede acceder al sector oriental de la isla Paulino desde la ciudad de Berisso mediante un camino de tierra, el llamado camino Palo Blanco,  que se une al continente por medio de un puente, y que se desprende del barrio Banco Provincia. Este camino termina luego de 2,5 kilómetros en el paraje Playa Palo Blanco, en la ribera del Río de la Plata.

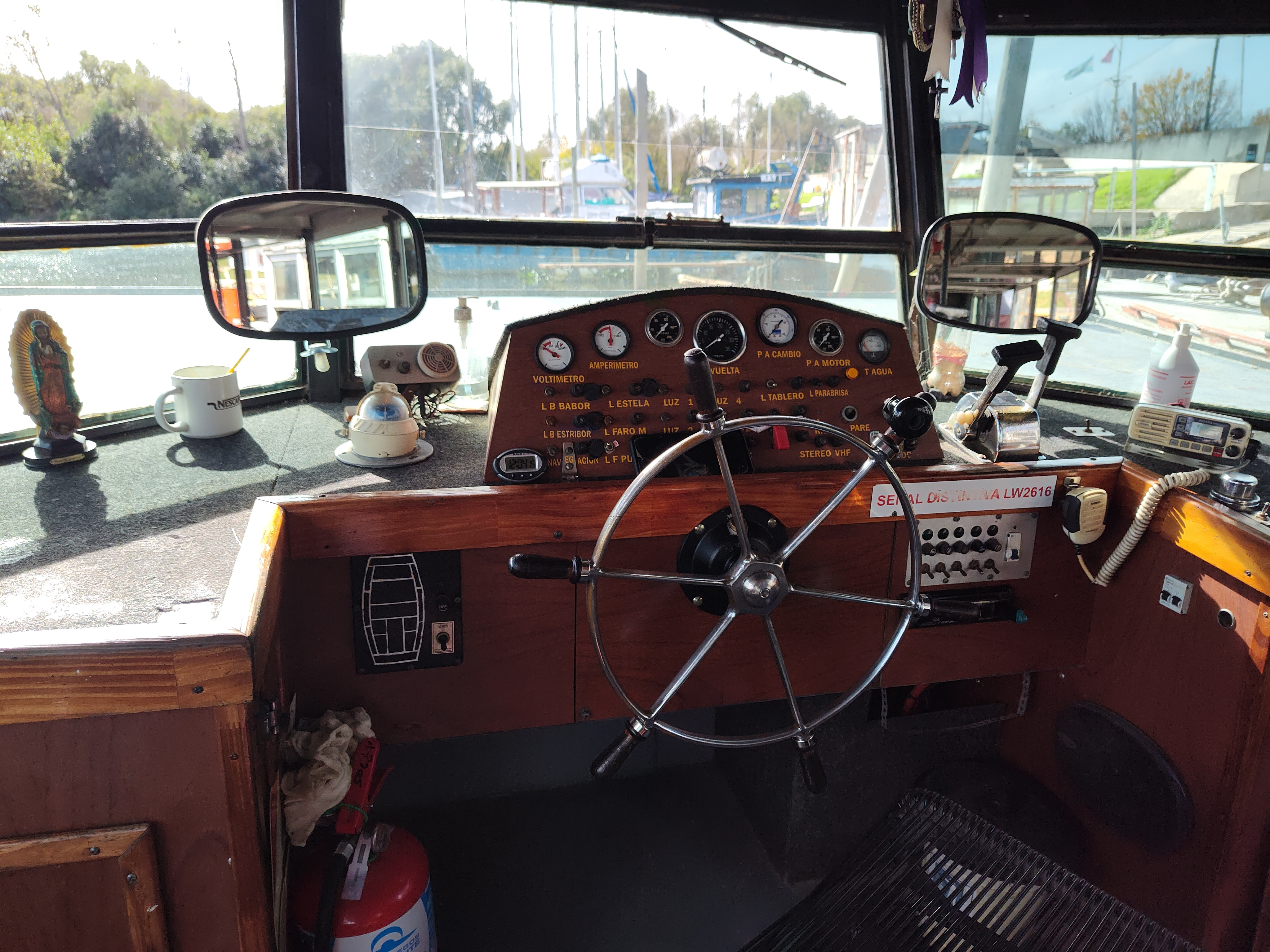
Imagen de la lancha colectivo que parte de la ciudad de Berisso y recorre las islas Paulino (Berisso) y Santiago (Ensenada)

En el sector occidental se encuentran numerosos recreos de fin de semana. Ofrecen al visitante ciertos servicios e infraestructura, en razón de una reconocida tradición turística, única en este delta. Allí solo es posible llegar mediante embarcaciones de tipo colectivas, con salidas que parten del centro de la ciudad de Berisso, desde el embarcadero del puente 3 de Abril, sobre el canal Génova. También se puede llegar por medio de botes de particulares que realizan el corto cruce de 200 metros entre el muelle situado en la isla opuesta, junto a la seccional de Prefectura Naval Argentina.
Los escasos pobladores permanentes cultivan verduras, frutas, y flores (en especial hortensias). Además cultivan vid y, en viñedos de la Isla y alrededores, producen el tradicional vino de la costa o patero, empleando los frutos de la uva chinche o americana (Vitis labrusca). En su lado norte presenta un espigón o escollera que penetra 1000 metros en las aguas del Plata, el cual acompaña y protege la entrada de las embarcaciones que, desde el canal exterior, buscan penetrar en el canal de acceso al Puerto de La Plata.

## Sudestadas
La isla ha atravesado numerosas inundaciones provocadas por sudestadas, provocadas por las denominadas ondas de tormenta postivas (ODT+). El primer registro data de 1914, pero hay eventos significativos registrados en 1940 y 1958.